# Лютиково
Лютиково — деревня в Талдомском районе Московской области России, входит в состав сельского поселения Ермолинское.

## География
Деревня расположена на севере Московской области, в восточной части Талдомского района, примерно в 11,5 км к востоку от центра города Талдома. Ближайшие населённые пункты — деревни Дмитровка, Ельцыново и Есаулово. Южнее деревни находится участок «Дубненский болотный массив», восточнее — участок «Апсаревское урочище» государственного природного заказника «Журавлиная родина».

## Население
| 1859 | 1905 | 1926 | 2002 | 2006 | 2010 |
| ---- | ---- | ---- | ---- | ---- | ---- |
| 221  | ↘175 | ↘146 | ↘1   | ↗2   | ↘0   |

## История
В «Списке населённых мест» 1862 года — владельческая деревня 2-го стана Александровского уезда Владимирской губернии по правую сторону реки Дубны, к северу от Нушпольского болота, в 95 верстах от уездного города и 45 верстах от становой квартиры, при колодцах, с 36 дворами и 221 жителем (93 мужчины, 128 женщин).
По данным 1905 года входила в состав Нушпольской волости Александровского уезда, 31 двор, 175 жителей.
По материалам Всесоюзной переписи населения 1926 года — деревня Куниловского сельского совета Ленинской волости Ленинского уезда Московской губернии, в 7,5 км от Кашинского шоссе и 7,5 км от станции Талдом Савёловской железной дороги, проживало 146 жителей (74 мужчины, 72 женщины), насчитывалось 29 хозяйств, из которых 26 крестьянских.
С 1929 года — населённый пункт в составе Ленинского района Кимрского округа Московской области.
Постановлением ЦИК и СНК от 23 июля 1930 года округа как административно-территориальные единицы были ликвидированы. Постановлением Президиума ВЦИК от 27 декабря 1930 года городу Ленинску было возвращено историческое наименование Талдом, а район был переименован в Талдомский.
1952—1959 гг. — деревня Куниловского сельсовета Талдомского района.
1959—1963, 1965—1992 гг. — деревня Припущаевского сельсовета Талдомского района.
1963—1965 гг. — деревня Припущаевского сельсовета Дмитровского укрупнённого сельского района.
1992—1994 гг. — деревня Юркинского сельсовета Талдомского района.
1994—2006 гг. — деревня Юркинского сельского округа Талдомского района.
С 2006 г. — деревня сельского поселения Ермолинское Талдомского муниципального района Московской области.